# 1. PBC Hürth-Berrenrath
Der 1. PBC Hürth-Berrenrath 1970 e. V. ist ein Poolbillard-Club aus dem Hürther Stadtteil Berrenrath. Der Club ist mehrfacher Deutscher Meister in dieser Sportart.

## Geschichte
Der 1. PBC Hürth-Berrenrath wurde 1970 als 1. PBC Berrenrath 1970 e. V. gegründet. Im gleichen Jahr gewannen die Berrenrather die Deutsche Pokalmeisterschaft und konnten diesen Titel 1971 verteidigen. 1976 gewann der PBC erstmals die Deutsche Mannschaftsmeisterschaft und wurde im gleichen Jahr auch Deutscher Pokalsieger. Nachdem der Verein schon in den Jahren 2004 bis 2012 in der 1. Bundesliga gespielt hatte und 2008 Vizemeister geworden war, erfolgte nach dem Abstieg im Jahr 2012 im folgenden Jahr der direkte Wiederaufstieg in die 1. Bundesliga. In den Saisons 2013/14 und 2014/15 belegte der Verein dort den fünften Platz, bevor er 2016 mit acht Punkten Rückstand auf den sechstplatzierten BC Queue Hamburg den siebten Platz belegte und damit in die zweite Liga abstieg.
In der Bundesligamannschaft spielten in der Saison 2015/16 Ivo Aarts, Stephan Cohen, Axel Gerten, Dieter Johns und Julian Kortüm.

### Platzierungen seit 2003
| Saison  | Liga (Spielklasse)     | Platz |
| ------- | ---------------------- | ----- |
| 2003/04 | 2. Bundesliga Nord (2) | 1     |
| 2004/05 | 1. Bundesliga (1)      | 4     |
| 2005/06 | 1. Bundesliga (1)      | 4     |
| 2006/07 | 1. Bundesliga (1)      | 4     |
| 2007/08 | 1. Bundesliga (1)      | 2     |
| 2008/09 | 1. Bundesliga (1)      | 5     |
| 2009/10 | 1. Bundesliga (1)      | 4     |
| 2010/11 | 1. Bundesliga (1)      | 5     |
| 2011/12 | 1. Bundesliga (1)      | 7     |
| 2012/13 | 2. Bundesliga Nord (2) | 1     |
| 2013/14 | 1. Bundesliga (1)      | 5     |
| 2014/15 | 1. Bundesliga (1)      | 5     |
| 2015/16 | 1. Bundesliga (1)      | 7     |
| 2016/17 | 2. Bundesliga (2)      | 5     |
| 2017/18 | 2. Bundesliga (2)      | 7     |
| 2018/19 | 2. Bundesliga (2)      | 8     |
| 2019/20 | 2. Bundesliga (2)      | 1     |
| 2020/21 | 1. Bundesliga (1)      |       |

## Bekannte Spieler (Auswahl)
- Ivo Aarts
- Stephan Cohen
- Dieter Johns (Mehrfacher Deutscher Meister Einzel, Mehrfacher Deutscher Mannschaftsmeister)[11]
- Bruno Muratore
- Brian Naithani
- Reiner Wirsbitzki (dreifacher Senioren-Einzel-Europameister, zweifacher Senioren-Mannschafts-Europameister, vierfacher Deutscher Meister)